# ГЕС Tjørhom
ГЕС Tjørhom — гідроелектростанція на півдні Норвегії, за шість десятків кілометрів на схід від Ставангера. Знаходячись між ГЕС Duge (вище по течії) та ГЕС Тонстад, входить до складу каскаду на річці Сіра, яка тече у південному напрямку та впадає до Північного моря за вісім десятків кілометрів на південний схід від Ставангера.
В межах проекту перекрили греблями саму Сіру та дві її праві притоки — Deg і Gravassani. Створений цими спорудами підпір дозволив затопити сідловини між долинами названих річок та утворити витягнуте по правобережжю Сіри на 25 км сховище Gravatn. Ця узагальнююча назва належала природному озеру на Gravassani, всього ж резервуар поглинув цілий ряд природних водойм, як то Ånestølhølen, Svartevatn, Flåthølen (у течії Сіри) та Valevatn (долина Deg). Резервуар має корисний об'єм 351 млн м3, що досягається коливанням рівня поверхні між позначками 625 та 660 метрів НРМ (у випадку повені можливе перевищення останнього показника ще на один метр). Хоча Valevatn та Gravatn з'єднуються протокою через затоплену сідловину, проте для забезпечення достатнього діапазону регулювання між їх котловинами також прокладено тунель довжиною майже 1,5 км. Також можливо відзначити, що окрім трьох гребель у руслі річок знадобились ще сім допоміжних споруд. При зведенні гребель віддавали перевагу кам'яно-накидним, проте одна — Kilen на Сірі — виконана як бетонна. Гребля Deg висотою 90 метрів є другою за цим показником в гідровузлі у сточищі Сіри та Квіни після споруди ГЕС Duge.
До сховища Gravatn надходить додатковий ресурс з розташованого далі на південь правобережжя Сіри. Тут облаштовано водозабори на Elv fra Smogevatn (притока Сіри), Elv fra Kvernhustjern та Tveidebekken. Останні дві є правими притоками Skredani, котра вже потім впадає до Сіри. При цьому з самої Skredani також здійснюють деривацію ресурсу, використовуючи розташовані на ній озера Langavatn та Vassvollvatn — гребля на виході річки з Vassvollvatn створює підпір, а з розташованого вище по течії Langavatn прямує канал (з регулюючою дамбою) до Indra Skreavatn на тільки що згаданій Tveidebekken. В межах цієї системи прокладено тунелі загальною довжиною біля 4 км.
Ще одним напрямком деривації є отримання ресурсі зі сточища річки Drildalsana, яка, на відміну від Сіри, тече у західному напрямку та впадає до Hogsfjorden (починається на схід від Ставангеру з затоки Horgefjorden). Тут вода забір починається з озера Tverratjorn на Tverrani, правій притоці Drildalsana, від якої прокладено короткий тунель до сховища Hunnevatn (на самій Drildalsana). Біля останнього облаштована насосна станція Hunnevatn (потужність 2 МВт, споживає 5,2 млн кВт-год електроенергії на рік), яка забезпечує підйом ресурсу до головного резервуару Gravatn. Зв'язок з останнім забезпечується за допомогою тунелю довжиною біля 2 км.
Від Gravatn у південно-східному напрямку прокладено головний дериваційний тунель довжиною 3 км, який живить розташований в долині Сіри машинний зал. Останній обладнали двома турбінами типу Френсіс потужністю по 60 МВт, які при напорі у 158 метрів забезпечують виробництво 583 млн кВт-год електроенергії на рік.
Відпрацьована вода по відвідному тунелю потрапляє у розташоване за кілька сотень метрів озеро Oysteinsevja на Сірі.
Можливо також зазначити, що сховище Gravatn використовується як нижній резервуар при роботі ГЕС Duge в режимі гідроакумуляції.